# Johan Hegg
Johan Hans Hegg (Estocolmo, 29 de abril de 1973) es un actor y músico sueco, actual vocalista de la banda sueca Amon Amarth.
Destaca por su barba de 35 cm, sus distintos brazales de cuero que lleva en el escenario, que en algunos conciertos lleva puesto en su cinturón un cuerno para beber que utiliza para brindar con la mejor cerveza del país donde están actuando y por su gran carisma. Se interesó por los vikingos a los nueve años y es él quien escribe las letras de la banda en donde se cantan ideas muy arraigadas a estos, aunque Johan siempre ha dicho que es ateo. Considera como mayor influencia a los vocalistas Ronnie James Dio, Bruce Dickinson, Ozzy Osbourne, Lemmy Kilmister, Thomas Such, James Hetfield, Chuck Billy, Quorthon, Jeff Becerra, John Tardy y Chuck Schuldiner.

## Películas
| Año  | Película                | Personaje |
| ---- | ----------------------- | --------- |
| 2014 | Northmen: A Viking Saga | Valli     |

## Discografía
- Once Sent from the Golden Hall (1998)
- The Avenger (1999)
- The Crusher (2001)
- Versus the World (2002)
- Fate of Norns (2004)
- With Oden on Our Side (2006)
- Twilight of the Thunder God (2008)
- Surtur Rising (2011)
- Deceiver of the Gods (2013)
- Jomsviking (2016)
- Berserker (2019)
- The Great Heathen Army (2022)